# Bâtiment Louise-Weiss
Le bâtiment Louise-Weiss, aussi appelé immeuble du Parlement européen nº 4 (IPE 4), est le siège du Parlement de l'Union européenne situé à Strasbourg en France.

## Historique
Le bâtiment est construit en prévision de l'élargissement de l'Union européenne en 1995 et de ceux de 2004 afin de pouvoir accueillir jusqu'à 1 000 députés européens ; auparavant, le Parlement partageait les installations du Conseil de l'Europe et l'hémicycle du Palais de l'Europe, inauguré en 1977.
Les travaux démarrent en novembre 1993 et s'étalent sur 6 ans ; le bâtiment Louise-Weiss est inauguré le 14 décembre 1999 par le président de la République française Jacques Chirac et la présidente du Parlement européen Nicole Fontaine, il porte le nom de Louise Weiss, journaliste et femme politique française ayant créé la fondation éponyme destinée à prolonger son action en faveur de l'unité européenne et des sciences de la paix. Une passerelle a été établie au dessus de l'Ill afin de relier le Parlement au Palais de l'Europe.

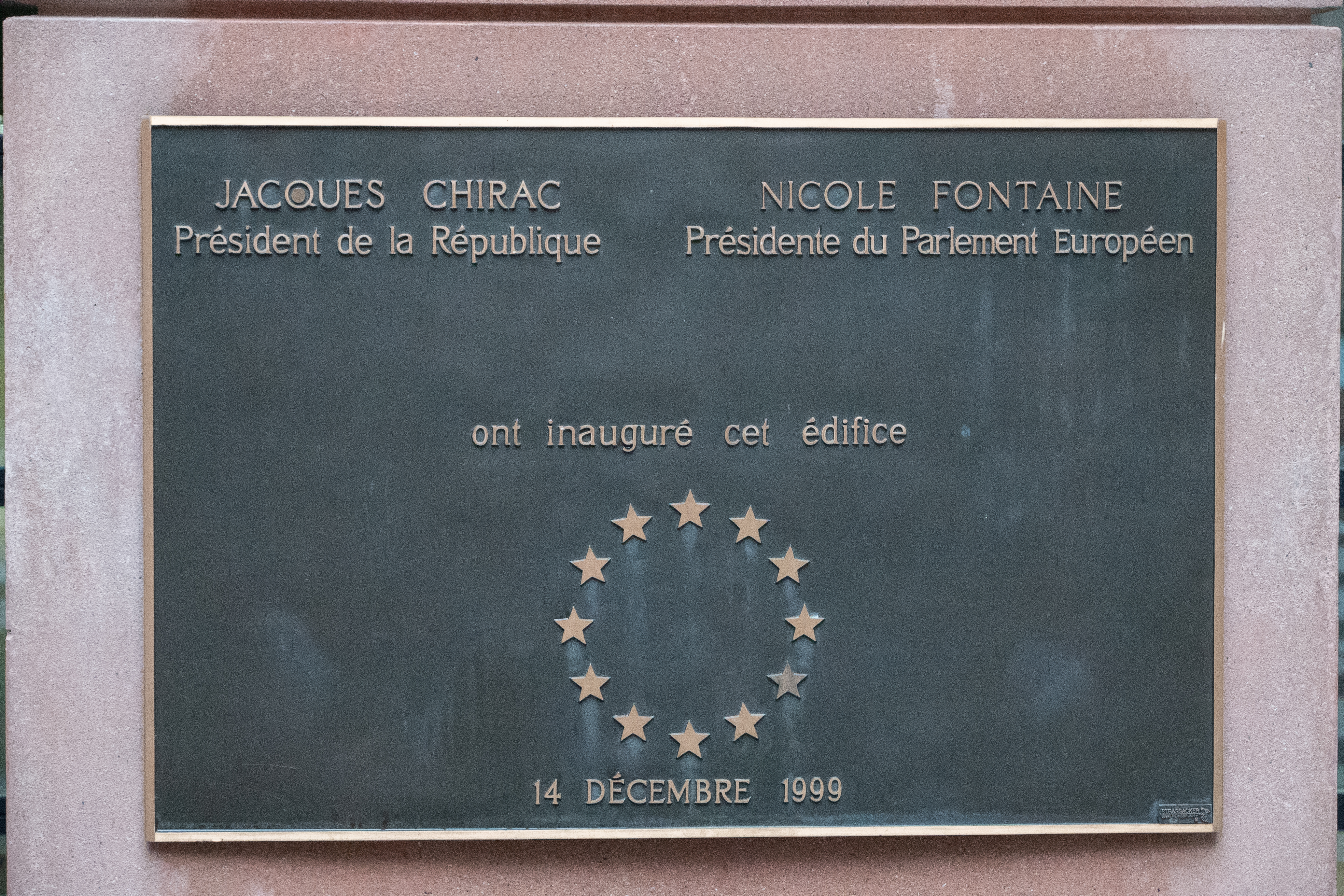
La plaque commémorative de l'inauguration du bâtiment Louise-Weiss.
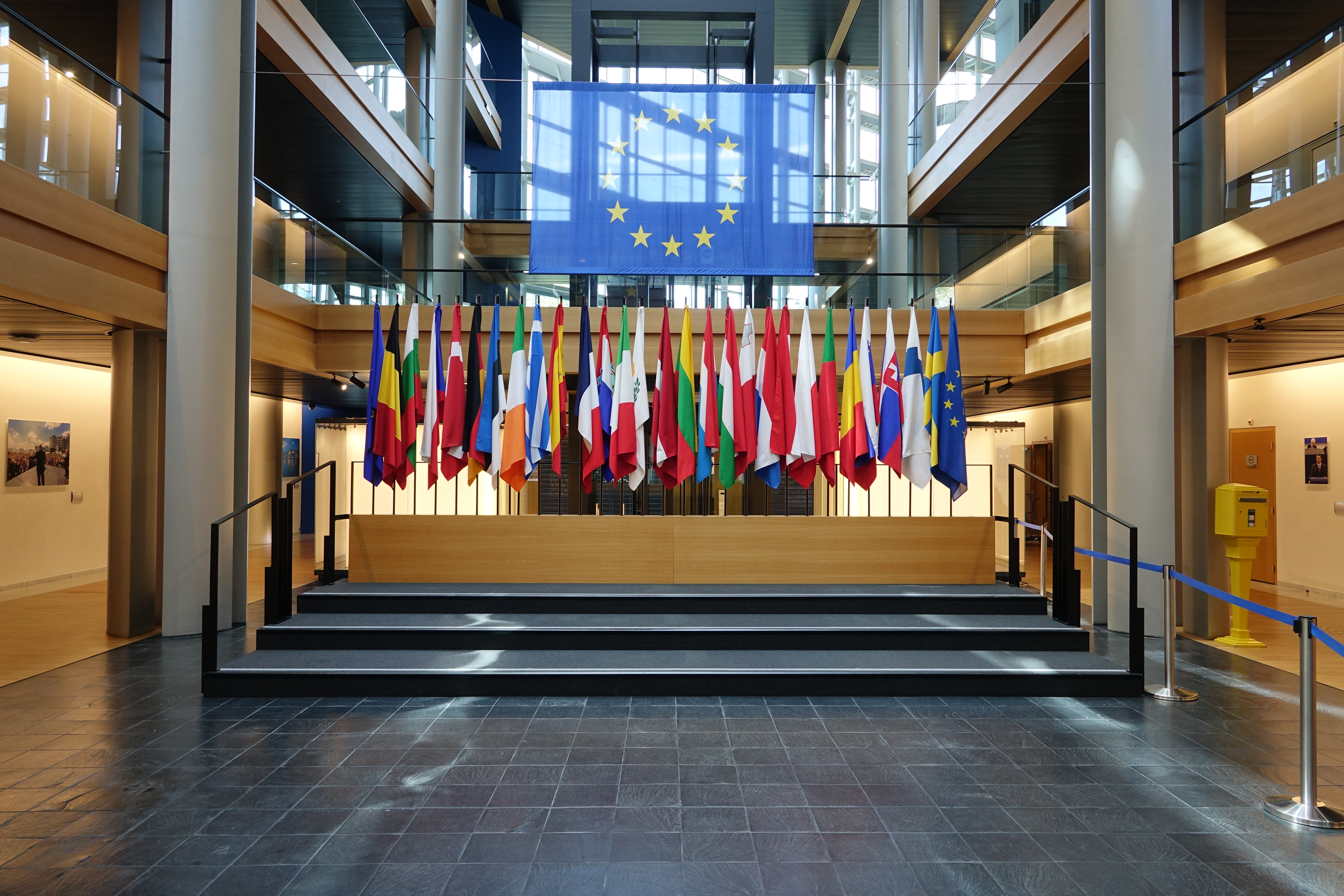
Espace officiel servant aux photos officielles.
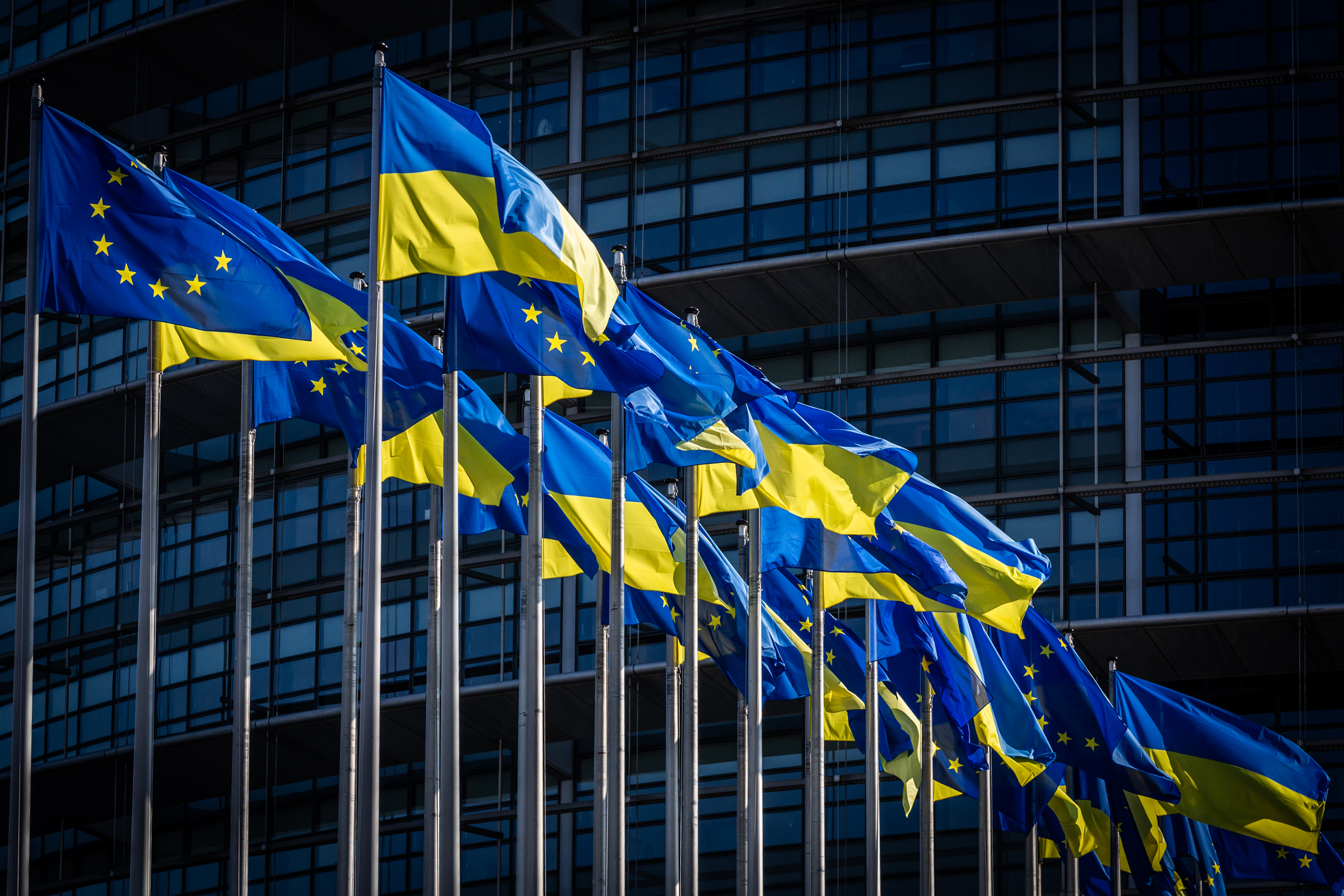
Pavoisement en soutien à l'Ukraine en mars 2022.

## Structure
Le bâtiment comprend 220 000 m2 de bureaux répartis sur 20 niveaux (17 en surface et trois en sous-sol) et le terrain représente 4,5 hectares. L'hémicycle dispose de 750 sièges pour les députés complété par  785 places pour le public. Le coût total de l'immeuble a été évalué à 337 millions d'euros.

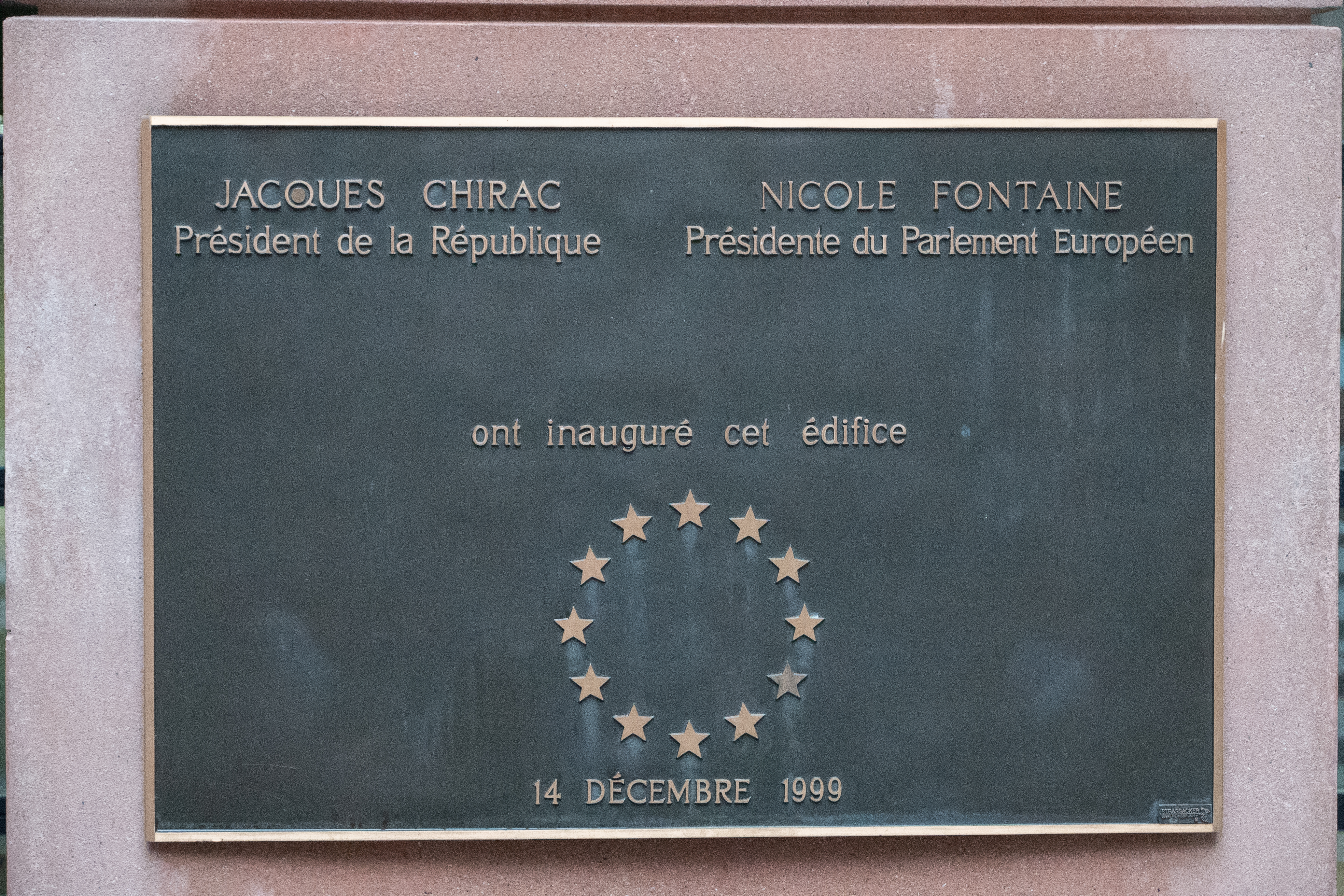
La plaque commémorative de l'inauguration du bâtiment Louise-Weiss.
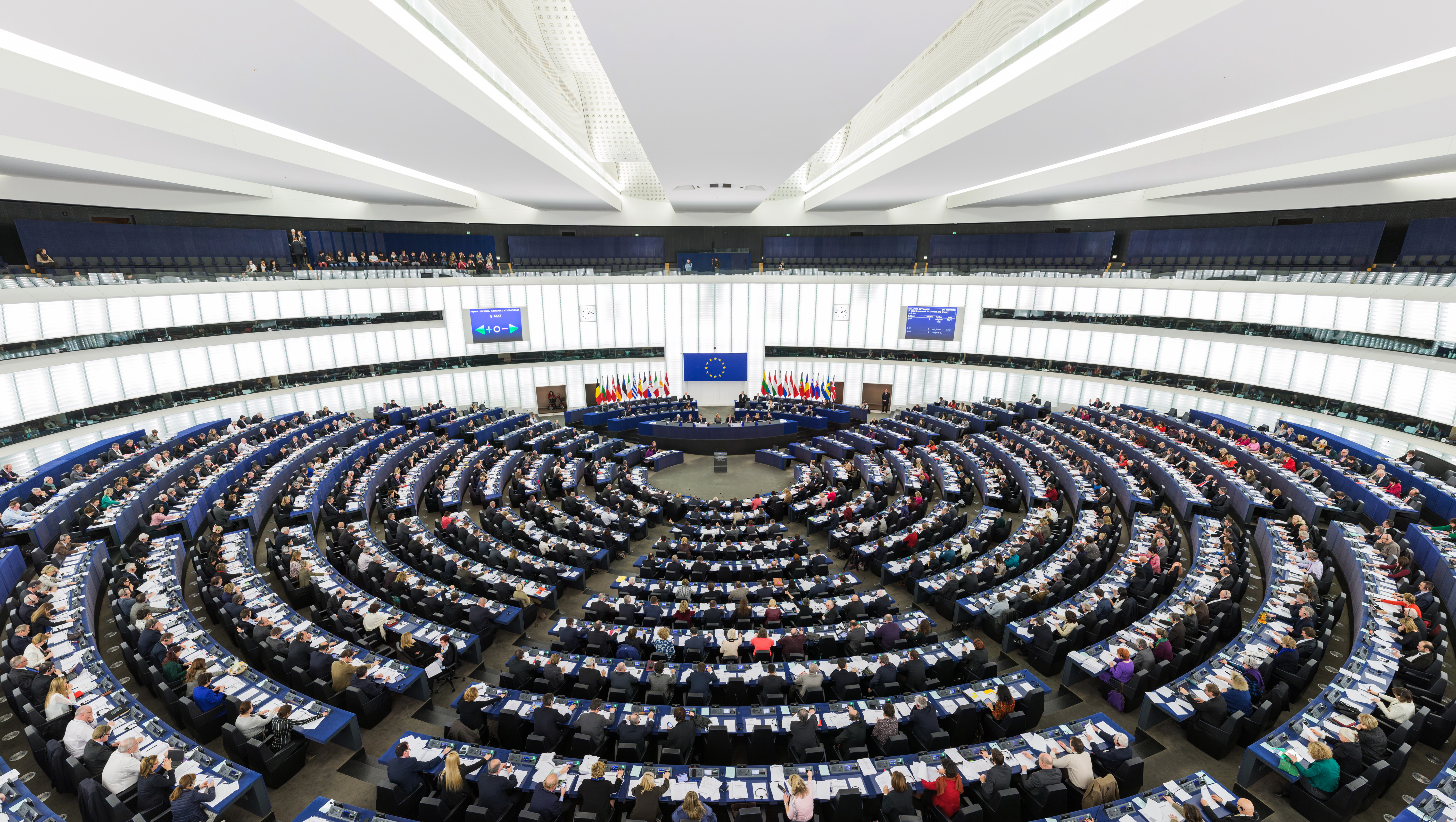
Hémicycle du bâtiment Louise-Weiss, lors d'une séance plénière en 2014.
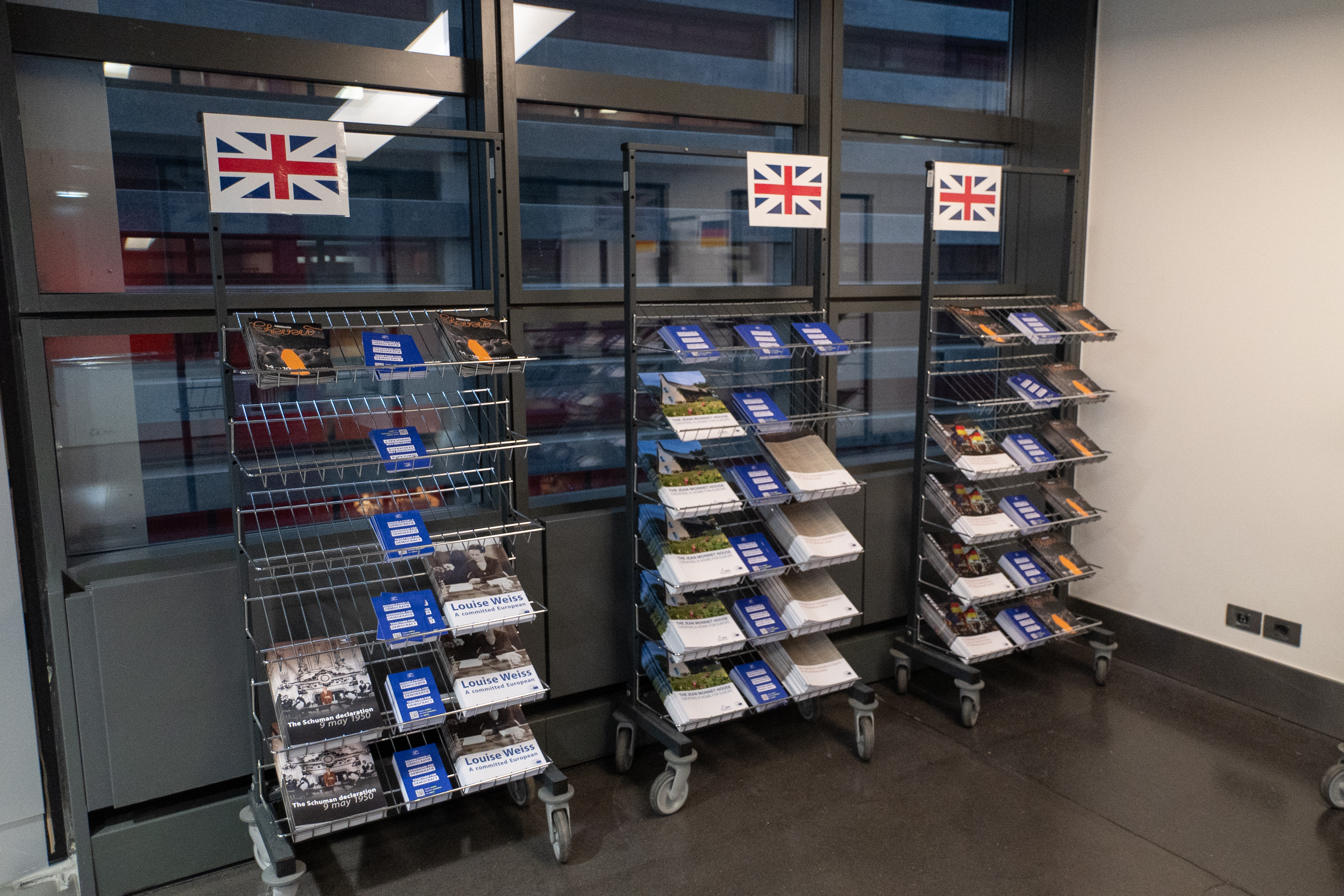
Vue de l'intérieur du bâtiment avec les dépliants dans les différentes langues officielles.
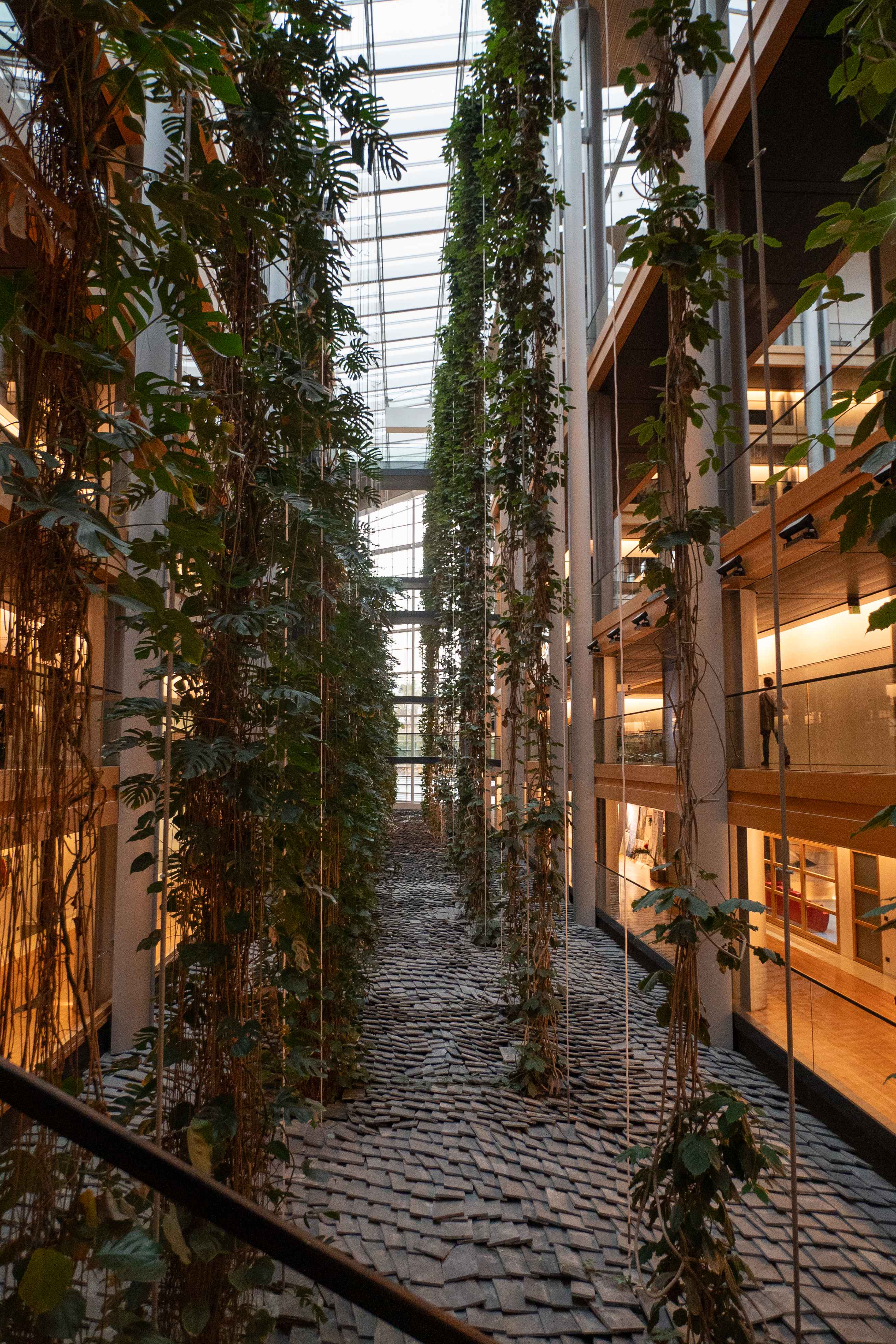
Couloir intérieur.

## Compléments